# BackupHDDVD
BackupHDDVD (от англ. Backup — резервное копирование и HD DVD) — утилита для командной строки, которая осуществляет дешифровку зашифрованных коммерческих HD DVD дисков.
Предполагается, что утилита предназначена для выполнения резервного копирования купленных фильмов.
Программа написана анонимным автором под псевдонимом Muslix64 и распространяется в форме, которая (по мнению автора) не нарушает DMCA и не нарушает ничьих авторских прав.
Программа преимущественно состоит из кода, базирующегося на свободных примерах (написанных на Java). Сама по себе программа не способна расшифровать содержимое диска. Для расшифровки содержимого необходим ключ (volume или title key), получение которого целиком возлагается на пользователя.
В течение нескольких недель после выпуска программы не было сообщений об её успешном применении . Однако, в середине января 2007 года ключ был опубликован и несколько человек быстро нашли метод для извлечения ключей (в т.ч. и не используемых в настоящий момент).

## История
18 декабря 2006 на сервис YouTube был загружен видеоролик, демонстрировавший успешную работу BackupHDDVD (расшифровку и копирование на жёсткий диск), в качестве примера использовался фильм Цельнометаллическая оболочка. Этот ролик был удалён по требованию компании Warner Brothers Entertainment (правообладателя) в связи с использованием материала без разрешения. Через два дня видео, утилита, её исходный текст и документация были загружены на сервис Rapidshare. Ссылка на размещённые материалы была помещена на форум Doom9, в тему, начатую автором утилиты.
Документация к программе вместе с содержимым темы форума содержала некоторые намёки на то, как могут быть извлечены ключи для успешной расшифровки. В следующей теме на форуме автор утверждал, что ключи можно получить, используя обязательность наличия этих ключей в оперативной памяти для возможности воспроизведения в программе Cyberlink PowerDVD. Компания Cyberlink (производитель PowerDVD) отрицает возможность использования их плеера для получения title keys.
2 января 2007 автор разместил обновлённую версию BackupHDDVD версии 1.0, включающую поддержку декодирования volume keys и новые возможности. 11 февраля 2007 года был обнаружен Processing Key, позволяющий избавиться от поиска отдельных ключей для каждого диска.

## Реакция на появление
Реакция на появление утилиты была весьма различной. Часть пользователей приветствовала «отвоевание» прав потребителя на резервное копирование приобретённого фильма, часть высказывала опасения, что утилита будет использована для незаконного тиражирования фильмов (пиратства). Некоторые высказывали опасения, что демонстрация уязвимости защиты HD DVD дисков станет причиной перехода некоторых студий на Blu-ray диски . Впрочем, 20 января 2007 года muslix64 продемонстрировал успешную атаку и на Blu-ray, что, безусловно, положило конец таким сомнениям. Консорциум производителей HD DVD не выпускал официальных заявлений, за исключением подтверждения факта проверки работоспособности утилиты.
Первоначально высказывались предположения, что для декодирования используются ключи версии PowerDVD, которые потом попадут в «чёрный список», и сделают невозможным работу утилиты (и PowerDVD) с новыми выходящими дисками Cyberlink заявил, что PowerDVD не может быть использован для получения каких-либо ключей. В этом случае пользователи, желающие посмотреть новые фильмы, были бы вынуждены обновить версии ПО HD DVD плееров (с новым ключом), в связи с чем ущерб от взлома ограничился бы уже вышедшими дисками.
После нескольких недель совместных усилий пользователей форума Doom9 были извлечены ключи и из InterVideo WinDVD 8.